# Episodi de L'impareggiabile Glynis
La prima e unica stagione della serie televisiva L'impareggiabile Glynis (Glynis) è andata in onda negli Stati Uniti dal 25 settembre 1963 al 18 dicembre 1963 sulla CBS.
In Italia è andata in onda a partire dal 7 giugno 1965 in seconda serata su Rai 1.
| nº | Titolo originale                | Titolo italiano      | Prima TV USA      | Prima TV Italia |
| -- | ------------------------------- | -------------------- | ----------------- | --------------- |
| 1  | Three Men in a Tub              |                      | 25 settembre 1963 |                 |
| 2  | Ten Cents a Dance               |                      | 2 ottobre 1963    |                 |
| 3  | Keep It Cool                    |                      | 9 ottobre 1963    |                 |
| 4  | A Little Knowledge Is Fatal     |                      | 16 ottobre 1963   |                 |
| 5  | Mr. Butterworth Does It Himself |                      | 23 ottobre 1963   |                 |
| 6  | Glynis Goes Wrong               |                      | 30 ottobre 1963   |                 |
| 7  | The Pros and Cons               |                      | 6 novembre 1963   |                 |
| 8  | Agents Are Murder               |                      | 13 novembre 1963  |                 |
| 9  | Two Way Stretch                 |                      | 20 novembre 1963  |                 |
| 10 | The Body Guards                 |                      | 27 novembre 1963  |                 |
| 11 | Catsa Nostra                    | L'ereditiera         | 4 dicembre 1963   | 21 giugno 1965  |
| 12 | This One Will Kill You          |                      | 11 dicembre 1963  |                 |
| 13 | Crime After a Fashion           | I modelli di Charbet | 18 dicembre 1963  | 28 giugno 1965  |

## Three Men in a Tub
- Prima televisiva: 25 settembre 1963

### Trama
- Guest star: Chick Chandler (ufficiale Ferguson), Alice Frost (Ulla), Peter Bourne (Butler), Harvey Korman (Harvey Korman)

## Ten Cents a Dance
- Prima televisiva: 2 ottobre 1963

### Trama
- Guest star: Strother Martin (Dance Hall Customer), Joan Shawlee (Dance Hall Hostest), Billy Halop (Riley)

## Keep It Cool
- Prima televisiva: 9 ottobre 1963

### Trama
- Guest star: Hope Summers (Carrie Cobb), Peter Whitney (Cobb), Robert Ball (Gardner)

## A Little Knowledge Is Fatal
- Prima televisiva: 16 ottobre 1963

### Trama
- Guest star: Mark Baker (Tout), Ray Kellogg (conducente), John Dehner (Willie the Fink), Howard Caine (Huey), Jackie Searl (Harry Dixon), Frank Gerstle (Manny), Richard Reeves (ufficiale di polizia), Saverio LoMedico (barbiere)

## Mr. Butterworth Does It Himself
- Prima televisiva: 23 ottobre 1963

### Trama
- Guest star: Eddie Foy Jr. (Mr. Butterworth), Gail Bonney (Mrs. Butterworth), David Kory (Eugene)

## Glynis Goes Wrong
- Prima televisiva: 30 ottobre 1963

### Trama
- Guest star: Ned Glass

## The Pros and Cons
- Prima televisiva: 6 novembre 1963

### Trama
- Guest star: Bernard Kates (Frankie), Vince Barnett (Smitty), Jack Albertson (Al), Eddie Quillan (Eddie), Frank Cady (George), Michael St. Clair (Gus)

## Agents Are Murder
- Prima televisiva: 13 novembre 1963

### Trama
- Guest star: Whit Bissell (Crown), David White (Dave Hayward)

## Two Way Stretch
- Prima televisiva: 20 novembre 1963

### Trama
- Guest star: Marjorie Bennett (Matron), Kate Murtagh (Big Bertha), Hazel Shermet (Flo), Milton Frome (Spats)

## The Body Guards
- Prima televisiva: 27 novembre 1963

### Trama
- Guest star: Sam Gilman (Simmons), Michael Pate (Wellman), George Tobias (Barney)

## L'ereditiera
- Prima televisiva: 4 dicembre 1963

### Trama
- Guest star: Ned Glass (Harry), Cliff Osmond (Big Max)

## This One Will Kill You
- Prima televisiva: 11 dicembre 1963

### Trama
- Guest star: Vicente Padula (Generalissimo), Eddie Le Baron (Mate), Miguel Ángel Landa (Claudio Aguero), Rafael Campos (Pato), Don Diamond (Carlos), Victor Millan (Julio), Henry Dar Boggia (capitano), Tom Barto (Steward)

## I modelli di Charbet
- Prima televisiva: 18 dicembre 1963

### Trama
- Guest star: Joe Downing (Joe), Maurice Marsac (Charbet), Cathleen Cordell (Miss Demerest), Émile Genest (Andre), Diana Chesney (Miss Fuller), Dick Wilson (Danny)